# بريشيس لارا كويغامان
بريشيس لارا سان أوجستين كويغامان-الكاراز (من مواليد 3 يناير 1983) ممثلة فلبينية، وحاملة لقب ملكة جمال بعدما توجب بلقب بينيبينينغ فيليبيناس الدولية 2005؛ ما جلعها مؤهلة للمشاركة في مسابقة ملكة جمال الدولية لتحقق اللقب في مسابقة ملكة جمال الدولية 2005 حيث اقيمت في طوكيو، اليابان. وهي رابع فلبينية تفوز بالتاج، بعد جيما كروز في عام 1964، أورورا بيخوان في عام 1970، وميلاني ماركيز في عام 1979. وقبل الفوز ملكة الجمال الدولية، انضمت لمسابقة بينيبينينغ فيليبيناس مرتين، الأولى في عام 2001 وأخيرا في عام 2005.